# Loxigilla
Loxigilla – rodzaj ptaków z rodziny tanagrowatych (Thraupidae).

## Występowanie
Rodzaj obejmuje gatunki występujące na Małych Antylach.

## Morfologia
Długość ciała 14–15,5 cm, masa ciała 13,1–23,4 g.

## Systematyka

### Etymologia
Rodzaj Loxia Linnaeus, 1758, krzyżodziób; rodzaj Fringilla Linnaeus, 1758, zięba.

### Podział systematyczny
Do rodzaju należą następujące gatunki:
- Loxigilla noctis (Linnaeus, 1766) – ziębołuszcz rdzawobrody
- Loxigilla barbadensis Cory, 1886 – ziębołuszcz barbadoski – takson wyodrębniony z L. noctis[7].